# Nusa pursati
Nusa pursati är en tvåvingeart som beskrevs av Tomasovic 2005. Nusa pursati ingår i släktet Nusa och familjen rovflugor.
Artens utbredningsområde är Kambodja. Inga underarter finns listade i Catalogue of Life.